# Mojsze Wolf Pilgrym
Mojsze Wolf Pilgrym (ur. 1803, zm. 1873 w Łodzi) – łódzki przedsiębiorca i działacz społeczności żydowskiej.
Był kupcem towarów łokciowych oraz właścicielem murowanego domu przy Rynku Staromiejskim. Wielokrotny starszy Dozoru Bożniczego (z jego inicjatywy wybudowano m.in. mykwę, dom modlitwy i mieszkanie dla rabina) oraz starszy Chewra Kadisza w latach 1840 i 1850. Pochowany na starym cmentarzu żydowskim w Łodzi.